# DDR-Meisterschaften im Schwimmen 1983

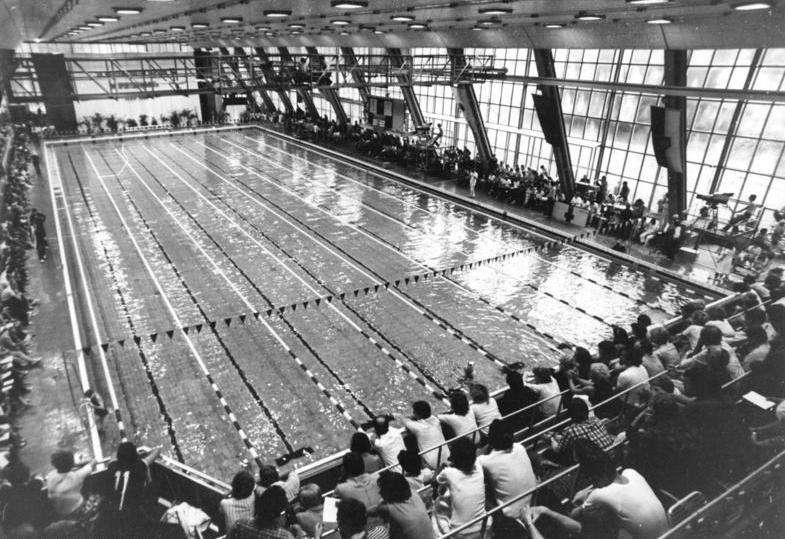
Austragungsort der DDR-Meisterschaften im Schwimmen 1983

Die DDR-Meisterschaften im Schwimmen wurden 1983 zum 34. Mal ausgetragen und fanden vom 15. bis 19. Juni in der Geraer Schwimmsporthalle am Stadion der Freundschaft (dem heutigen Hofwiesenbad) statt, bei denen auf 31 Strecken (16 Herren und 15 Damen) die Meister ermittelt wurden. Der Wettkampf diente gleichzeitig als Qualifikationswettkampf für die Europameisterschaften 1983 in Rom. Mit elf Titeln war der SC Dynamo Berlin die erfolgreichste Mannschaft und stellte mit Sven Lodziewski, der fünf Titel gewann, den erfolgreichsten Sportler dieser Meisterschaft.
Sportliche Höhepunkte der Meisterschaft waren die fünf Europarekorde von Jörg Woithe über 100 Meter Freistil als Startschwimmer der 4-mal-100-Meter-Freistilstaffel, Sven Lodziewski über 200 Meter Freistil, Astrid Strauß über 400 und 800 Meter Freistil sowie Ines Geißler über 200 Meter Schmetterling. Lodziewski gelang noch ein neuer DDR-Rekord über 400 Meter Freistil und Frank Baltrusch egalisierte seinen eigenen Landesrekord über 200 Meter Rücken. Des Weiteren wurden in allen Staffelwettbewerben neue DDR-Rekorde für Klubstaffeln aufgestellt.

## Herren
| Wettbewerb          | Gold                                                                 | Gold         | Silber                             | Silber       | Bronze                             | Bronze       |
| 050 m Freistil      | Jörg Woithe SC Dynamo Berlin                                         | 23,10 s      | Dirk Richter SC Einheit Dresden    | 23,79 s      | Sven Lodziewski SC Dynamo Berlin   | 23,96 s      |
| 100 m Freistil      | Jörg Woithe SC Dynamo Berlin                                         | 50,00 s      | Sven Lodziewski SC Dynamo Berlin   | 51,02 s      | Dirk Richter SC Einheit Dresden    | 51,23 s      |
| 200 m Freistil      | Sven Lodziewski SC Dynamo Berlin                                     | 1:49,30 min  | Jörg Woithe SC Dynamo Berlin       | 1:49,60 min  | Rainer Sternal SC Magdeburg        | 1:51,88 min  |
| 400 m Freistil      | Sven Lodziewski SC Dynamo Berlin                                     | 3:49,27 min  | Steffen Ließ SC Chemie Halle       | 3:55,91 min  | Sven Müller SC Magdeburg           | 3:58,12 min  |
| 1500 m Freistil0    | Sven Lodziewski SC Dynamo Berlin                                     | 15:27,10 min | Steffen Ließ SC Chemie Halle       | 15:28,47 min | Sven Müller SC Magdeburg           | 15:36,80 min |
| 100 m Brust         | Sigurd Hanke SC Turbine Erfurt                                       | 1:04,80 min  | Ingo Grzywotz SC Dynamo Berlin     | 1:05,79 min  | Jens Schulz SC Einheit Dresden     | 1:06,13 min  |
| 200 m Brust         | Ralf Buttgereit SC Dynamo Berlin                                     | 2:21,72 min  | Ingo Grzywotz SC Dynamo Berlin     | 2:21,77 min  | Sigurd Hanke SC Turbine Erfurt     | 2:22,98 min  |
| 100 m Schmetterling | Tino Ott SC DHfK Leipzig                                             | 55,92 s      | Thomas Dreßler SC DHfK Leipzig     | 55,98 s      | Torsten Karl SC Turbine Erfurt     | 56,76 s      |
| 200 m Schmetterling | Torsten Karl SC Turbine Erfurt                                       | 2:02,55 min  | Michael Rode SC DHfK Leipzig       | 2:05,21 min  | Andreas Reichel SC Einheit Dresden | 2:05,30 min  |
| 100 m Rücken        | Dirk Richter SC Einheit Dresden                                      | 56,56 s      | Frank Baltrusch SC Magdeburg       | 57,08 s      | Frank Embacher TSC Berlin          | 58,32 s      |
| 200 m Rücken        | Frank Baltrusch SC Magdeburg                                         | 2:01,47 min  | Frank Embacher TSC Berlin          | 2:03,54 min  | Dirk Richter SC Einheit Dresden    | 2:05,05 min  |
| 200 m Lagen         | Jens-Peter Berndt ASK Vorwärts Potsdam                               | 2:06,83 min  | Rainer Sternal SC Magdeburg        | 2:07,18 min  | Andreas Reichel SC Einheit Dresden | 2:09,01 min  |
| 400 m Lagen         | Jens-Peter Berndt ASK Vorwärts Potsdam                               | 4:27,75 min  | Andreas Reichel SC Einheit Dresden | 4:28,65 min  | Rainer Sternal SC Magdeburg        | 4:31,79 min  |
| 4 × 100 m Freistil  | SC Dynamo Berlin Jörg Woithe Matthias Lutze Kiewel Sven Lodziewski   | 3:25,12 min  | SC Empor Rostock                   | 3:31,86 min  | SC Magdeburg                       | 3:32,28 min  |
| 4 × 200 m Freistil  | SC Dynamo Berlin André Matzk Bernd Geyer Sven Lodziewski Jörg Woithe | 7:32,00 min  | SC Magdeburg                       | 7:38,70 min  | SC Chemie Halle                    | 7:44,20 min  |
| 4 × 100 m Lagen     | SC Turbine Erfurt Frank Hoffmeister Sigurd Hanke Torsten Karl Barth  | 3:52,41 min  | SC Einheit Dresden                 | 3:52,65 min  | SC Dynamo Berlin                   | 3:55,34 min  |

1. ↑  Frank Baltrusch egalisierte mit 2:01,47 seinen eigenen DDR-Rekord.
2. ↑  Jörg Woithe stellte als Startschwimmer mit 49,58 einen neuen Europarekord auf.

## Damen
| Wettbewerb          | Gold                                                                           | Gold        | Silber                                | Silber      | Bronze                                | Bronze      |
| 050 m Freistil      | Birgit Meineke SC Dynamo Berlin                                                | 26,54 s     | Susanne Link SC Empor Rostock         | 26,87 s     | Grit Matthes SC Dynamo Berlin         | 27,37 s     |
| 100 m Freistil      | Birgit Meineke SC Dynamo Berlin                                                | 55,76 s     | Kristin Otto SC DHfK Leipzig          | 56,16 s     | Cornelia Sirch SC Turbine Erfurt      | 57,07 s     |
| 200 m Freistil      | Astrid Strauß TSC Berlin                                                       | 1:59,80 min | Birgit Meineke SC Dynamo Berlin       | 2:00,07 min | Kristin Otto SC DHfK Leipzig          | 2:01,01 min |
| 400 m Freistil      | Astrid Strauß TSC Berlin                                                       | 4:08,25 min | Anke Sonnenbrodt ASK Vorwärts Potsdam | 4:10,94 min | Petra Schneider SC Karl-Marx-Stadt    | 4:14,28 min |
| 800 m Freistil      | Astrid Strauß TSC Berlin                                                       | 8:29,61 min | Manuela Göpfert SC Karl-Marx-Stadt    | 8:39,05 min | Anke Sonnenbrodt ASK Vorwärts Potsdam | 8:41,11 min |
| 100 m Brust         | Ute Geweniger SC Karl-Marx-Stadt                                               | 1:08,83 min | Sylvia Gerasch SC Dynamo Berlin       | 1:11,75 min | Silke Hörner SC DHfK Leipzig          | 1:12,87 min |
| 200 m Brust         | Ute Geweniger SC Karl-Marx-Stadt                                               | 2:30,13 min | Sylvia Gerasch SC Dynamo Berlin       | 2:34,03 min | Silke Hörner SC DHfK Leipzig          | 2:35,03 min |
| 100 m Schmetterling | Ines Geißler SC Karl-Marx-Stadt                                                | 1:00,19 min | Cornelia Polit SC Chemie Halle        | 1:00,83 min | Ute Geweniger SC Karl-Marx-Stadt      | 1:01,01 min |
| 200 m Schmetterling | Ines Geißler SC Karl-Marx-Stadt                                                | 2:08,03 min | Cornelia Polit SC Chemie Halle        | 2:09,29 min | Kathleen Nord SC Magdeburg            | 2:10,90 min |
| 100 m Rücken        | Ina Kleber SC Turbine Erfurt                                                   | 1:01,32 min | Cornelia Sirch SC Turbine Erfurt      | 1:01,48 min | Kristin Otto SC DHfK Leipzig          | 1:02,17 min |
| 200 m Rücken        | Cornelia Sirch SC Turbine Erfurt                                               | 2:10,92 min | Kathrin Zimmermann SC Karl-Marx-Stadt | 2:12,76 min | Ina Kleber SC Turbine Erfurt          | 2:14,23 min |
| 200 m Lagen         | Ute Geweniger SC Karl-Marx-Stadt                                               | 2:12,68 min | Kathleen Nord SC Magdeburg            | 2:14,25 min | Petra Schneider SC Karl-Marx-Stadt    | 2:15,68 min |
| 400 m Lagen         | Petra Schneider SC Karl-Marx-Stadt                                             | 4:39,54 min | Kathleen Nord SC Magdeburg            | 4:44,99 min | Sabine Schacke SC DHfK Leipzig        | 4:55,66 min |
| 4 × 100 m Freistil  | SC Dynamo Berlin Matthes Ute Mückel Ute Zerfaß Birgit Meineke                  | 3:48,11 min | SC DHfK Leipzig                       | 3:51,16 min | SC Karl-Marx-Stadt                    | 3:55,63 min |
| 4 × 100 m Lagen     | SC Karl-Marx-Stadt Kathrin Zimmermann Ute Geweniger Ines Geißler Daniela Uebel | 4:10,48 min | SC Dynamo Berlin                      | 4:13,57 min | SC DHfK Leipzig                       | 4:16,76 min |

## Medaillenspiegel

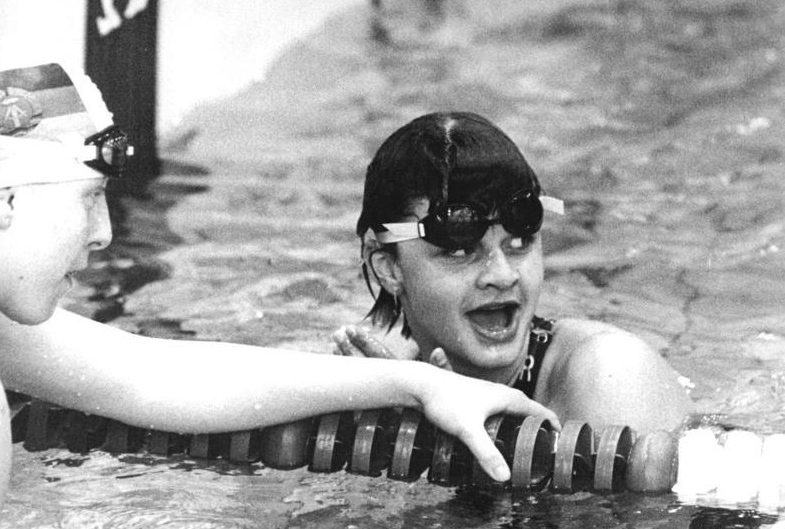
Astrid Strauß schwamm über 400 und 800 m Freistil Europarekord.

| Platz | Verein                        | Verein               | Gold | Silber | Bronze | Total |
| ----- | ----------------------------- | -------------------- | ---- | ------ | ------ | ----- |
| 01    | Logo vom SC Dynamo Berlin     | SC Dynamo Berlin     | 110  | 8      | 2      | 21    |
| 02    | Logo vom SC Karl-Marx-Stadt   | SC Karl-Marx-Stadt   | 7    | 2      | 4      | 13    |
| 03    | Logo vom SC Turbine Erfurt    | SC Turbine Erfurt    | 5    | 1      | 4      | 10    |
| 04    | Logo vom TSC Berlin           | TSC Berlin           | 3    | 1      | 1      | 05    |
| 05    | Logo vom ASK Vorwärts Potsdam | ASK Vorwärts Potsdam | 2    | 1      | 1      | 04    |
| 06    | Logo vom SC Magdeburg         | SC Magdeburg         | 1    | 5      | 6      | 12    |
| 07    |                               | SC DHfK Leipzig      | 1    | 4      | 7      | 12    |
| 08    | Logo vom SC Einheit Dresden   | SC Einheit Dresden   | 1    | 3      | 5      | 09    |
| 09    | Logo vom SC Chemie Halle      | SC Chemie Halle      | –    | 4      | 1      | 05    |
| 10    | Logo vom SC Empor Rostock     | SC Empor Rostock     | –    | 2      | –      | 02    |
|       | Total                         | Total                | 31   | 31     | 31     | 93    |